# 국제 프라이버시 전문가 협회
국제프라이버시전문가협회(International Association of Privacy Professionals, IAPP)은 북미 최대의 정보 보호 프라이버시 비영리 단체이다. 
IAPP는 전 세계적으로 프라이버시 보호 전문가를 정의, 지원, 개선한다는 사명을 가지고 2000년에 설립된 비영리 단체다. 프라이버시 전문가들이 실무 추세 등을 공유하고, 프라이버시 관련 문제를 발전시키고, 프라이버시 분야에 대한 교육과 지침을 제공할 수 있는 포럼을 제공하는 것을 목적으로 한다.
인증된 정보프라이버시전문가(Certified Information Privacy Professional, CIPP) 과정을 운영하고, 관련 자격증을 발급하고 있다.